# Rabidosaurus

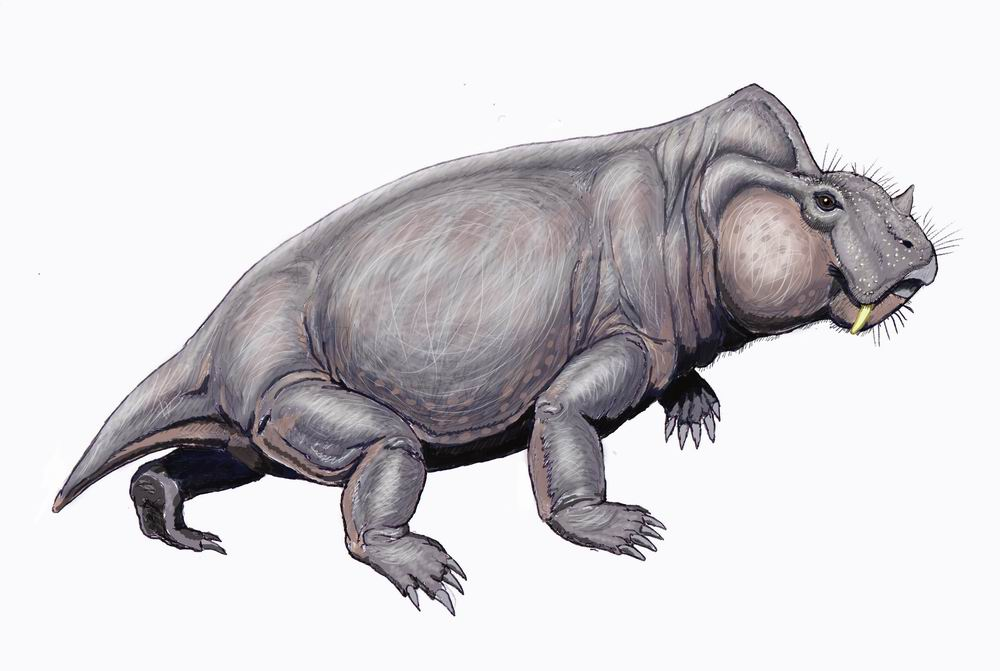
Rabidosaurus

Rabidosaurus byl rod savcovitého plaza z infařádu Dicynodontia a čeledi Kannemeyeriidae, žijící na území dnešního Ruska v době před 247 až 242 miliony let (raný až střední trias). Formálně byl tento taxon popsán v roce 1970.

## Popis
Rabidosaurus byl poměrně robustně a těžkopádně stavěný plaz. Na délku měřil 2 metry a lebka, na které byl pravděpodobně roh, byla dlouhá 50 cm. Jako mnozí další dicynodonti měl zobákovité zakončení čelistí.